# Нова (роман)
Нова (англ. Nova) — науково-фантастичний роман американського письменника Семюела Ділейні, опублікований у 1968 році. Сюжет стосується пошуку капітаном космічного корабля Лорка фон Рея наднової зірки, яка вироблятиме важливе джерело енергії Іліріона, і його вендети з родиною Червоних, яка прагне вбити його. Номінально космічна опера, вона досліджує політику та культуру майбутнього, де технології кіборгів є універсальними, але прийняття важливих рішень може передбачати використання карт Таро. Він має сильні міфологічні відтінки, пов'язані як з пошуками Грааля, так і з пошуками Ясоном Золотого руна.
У 1969 році «Нова» була номінована на премію Г'юго за найкращий роман. У 1984 році Девід Прінгл вніс його до списку 100 найкращих науково-фантастичних романів, написаних з 1949 року.
Після того, як Ділейні завершив «Нову» у віці 25 років, його публікація припинилася на кілька років, хоча він продовжував писати. Його наступним опублікованим романом став порнографічний «Рівнодення» в 1973 році.

## Конспект
Дія роману відбувається у 3172 році, коли більшість людей належать до однієї з двох фракцій: Земний Драко та Федерація Плеяд. Найвпливовіша родина в Плеядах — Фон Рейс, а найвпливовіша в Драко — Реси, які володіють компанією Ред-шіфт Лімітед, що виробляє міжзоряні двигуни. Подорожі на зорельотах залежать від іліріона, рідкісного і цінного джерела енергії.
Історія починається на Тритоні. Сліпий на ім'я Ден розповідає молодому дріфтеру на ім'я Маус, як він літав на зорельоті Лорка фон Рея Рок і як його поранили під час небезпечної подорожі. Далі згадуємо дитинство Мауса, пояснюючи, як він викрав сенсорний сиринкс (машина, здатна виробляти звук, зображення та аромати) і навчився грати на ньому у свого друга Лео.
Лорк залучає Мауса та інших перехожих до подорожі на Році. Один — Катін, інтелектуал, який прагне написати роман. Інші — брати Лінсеос та Ідас, чий третій брат — іліріонський шахтар, що працює за контрактом; Себастьян, власник літаючих вихованців; і його компаньйонка "Тай"я, тлумачиця Таро. Лорк планує пролетіти через наднову, щоб отримати сім тонн іліріону. Коли члени екіпажу залишають Тритон, Ден падає в палаючий каньйон і гине.
Третій розділ — це спогад про юність Лорка, починаючи з його дитинства на планеті Арк, коли він зустрічає принца Реда та його сестру Рубі. Прінс народився без руки і має штучну. Поки вони грають, Лорк згадує про руку Принца, розлютивши його. Пізніше вони вибираються на арену і бачать, як батьки Лорка та батько Реда спостерігають за бійкою тварин.
Лорк стає пілотом зоряного корабля; його команда складається з Брайана і Дена. Він знову зустрічає Принца на вечірці, де Брайан згадує про руку Принца. Лорк просить Рубі втекти з ним, але Принц знаходить їх і б'є Лорка, залишаючи на його обличчі шрам. Батько Лорка описує, як його прадід забезпечив незалежність Федерації Плеяд шляхом піратства та нападу на шахти Ред-шіфт, що призвело до ворожнечі між родинами. Він також пояснює, що нижча ціна іліріона із Зовнішніх колоній змінить баланс сил у галактиці, спричинивши крах родини Редів і поклавши край домінуванню Драко та Землі. Тому дві родини намагаються знищити одна одну. Лорк цікавиться, де взяти іліріон; пізніше Ден розповідає йому, як його корабель випадково впав у наднову, але вижив.
Відновлюється основна розповідь. Тайя дає Лорку прочитати місію на таро; однак Маус вкрав картку. Рок прибуває на планету Ворбіс, а Лорк відвідує свою тітку Сіану, яка розповідає йому про зірку, яка, швидше за все, незабаром вибухне. Принц надсилає Лорку повідомлення, в якому вихваляється, що він знищив життя Брайана, оскільки згадав його руку, і що він має намір убити Лорка. Тим часом Маус відвідує деяких мисливців і возз'єднується з Лео. Рубі атакує Лорка, але один із вихованців Себастьяна рятує його, і Рок повертається до Плеяд.
Екіпаж намагається розслабитися, але приходять Принц і Рубі. Вони сперечаються з Лорком; Принц заявляє, що квест Лорка зруйнує як Драко, так і Зовнішні колонії. Лорк відповідає, що він бореться за зміни, а Принц за стабільність. Потім Принц розповідає, чому він ненавидить Лорка: їхній візит на арену на Арку показав йому, яким злим і жорстоким може бути його батько. Себастьян і Лорк атакують Принца і Рубі; Лорк використовує сенсорний сиринкс, щоб пересилити їхні почуття, залишаючи їх серйозно пораненими біля річки лави.
Рок подорожує до зірки, але Принц і Рубі з'являються знову. Лорк сідає на їхній корабель, і зірка починає спалахувати. Лорк бере контроль і летить до зірки, вбиваючи Принца; Рубі теж гине, а Лорк летить через наднову, збираючи іліріон, але пошкоджуючи свій мозок.
Наприкінці роману Катін і Миша залишають Рок, і Катін заявляє, що його роман має бути про останню подорож Рока. Відлунюючи спостереження Катіна, що історії про пошуки Святого Грааля ніколи не закінчуються, останнє речення роману є незавершеним.

## Персонажі
- Лорк фон Рей. Лорк — нащадок заможної родини фон Рей, наймогутнішого клану у Федерації Плеяд. Спочатку безтурботний плейбой, Лорк втягується у ворожнечу своєї сім'ї з Редами і, як наслідок, стає одержимим ідеєю знайти ілліріон. Коли Принц Ред нападає на нього підлітком на казково розкішній вечірці на острові Сент-Луї в Парижі, він завдає Лорку сильних шрамів на обличчі; але Лорк відмовляється видаляти шрами до кінця роману, і в результаті від нього віє погрозами. З розвитком подій Лорк дізнається, що його рід був заснований піратами, які вбивали членів сім'ї Редів у попередніх поколіннях, щоб зберегти Плеяди вільними від земних корпорацій, хоча предки Лорка робили це за підтримки громадян Плеяд. Однак Реди все ще тримають на них образу. Хоча Лорк фон Рей описаний на вигляд між сорока п'ятьма і п'ятдесятьма роками, за датами в книзі, йому ледве виповнилося тридцять. Пояснення цієї розбіжності між реальним віком Лорка та його старшим виглядом міститься у міркуваннях Мауса про те, що Лорк «немолодий, а не старий». Його батько — норвежець, а мати — сенегалка з Землі.
- Майус. Це прізвисько Понтіхоса Провечі, молодого цигана з Землі, який до 18 років провів надзвичайно різноманітне життя і тільки починає працювати в навігаційній команді корабля. Він також розважає людей, створюючи ілюзії та музику за допомогою свого сенсорного сиринкса, проектора звуку, аромату та голограми.
- Катін Кроуфорд. Катін — інтелектуал із Місяця Землі, який отримав гуманітарну освіту в Гарвардському університеті й дотепер працював на ряді незадовільних духовних посад. Катін самотник. Його пристрасть — досліджувати різні супутники Сонячної системи. Він також прагне написати роман, для якого постійно записує нотатки, хоча на час дії «Нови» форма застаріла. Іноді Катін дратує своїх колег тим, що йде на довгі лекції на будь-яку кількість тем; у цьому він іноді комічний, навіть коли виступає як пояснювальний голос роману.
- Себастьян і Тайя. Ця мандрівна, робоча пара складається з Себастьяна, могутнього на вигляд чоловіка, який, проте, ніжний — він тримає з собою кілька незвичайних домашніх тварин, своїх «махаючих чорних жаберів» — і його супутниці Тайї, тихої таємничої жінки та тлумачиці карт Таро. Як і багато інших персонажів Ділейні, Себастьян є расово змішаним: хоча він має азійські риси обличчя, його волосся від природи світле. Обидва з Плеяд і вважають за честь працювати в родині Фон Рей.
- Лінсей і Ідас . Ці брати — двоє членів групи трійнят — мають африканське походження, але Лінсеос — альбінос. Родом із Зовнішніх колоній, усі три брати мали схильність до вживання наркотиків і чинити пустощі. В результаті однієї зі своїх витівок вони потрапили в певний тип кабального рабства і були змушені працювати на іліріонових копальнях в колоніях (такі домовленості в той час були звичайними для «вербування» працівників на шахти). Вони розмовляють у тандемі. Катін жартома називає їх парою «прославлених сільнички і перечниці».
Такі персонажі, як Маус, Лінсеос, Ідас, Тайя, Себастьян і навіть Катін, можна розглядати як хіпі, які ведуть мандрівний спосіб життя та вживають наркотики.
- Принц Рей. Нащадок земної родини Реїв, Принц народився лише з однією рукою. Замість іншого він носить протез, який має неприродну силу. Його ука може стискати пісок у кристали кварцу, які він може кидати з силою куль. Порушник спокою від народження (в молодості він був змушений постійно змінювати школи через проблеми з дисципліною), він ненавидить Лорка з багатьох причин, деякі з яких він не усвідомлює.
Завдяки силі, яку надає йому штучна рука, Принц може стати надзвичайно жорстоким, якщо хтось хоча б згадає про його каліцтво. У дитинстві, він вивихнув зап'ястя матері Лорка, коли вона, безневинно, попросила його руку, щоб відвести додому, коли той пустував з іншими дітьми з настанням темряви.
- Рубі Ред. Молодша сестра Принца, Рубі, є тихою жінкою, яка, здається, повністю контролюється Принцем. Будучи підлітком, Лорк закохується в неї, але вона відмовляє йому через ворожу історію їхніх родин.
Схоже, що Принц має нездорову прихильність до своєї сестри, на що вона часто відповідає взаємністю. У той час як їхній батько, Аарон, ще живий під час роману та відповідає за величезні промислові холдинги Редів, Принц і Рубі є найпомітнішими членами клану Редів.
- Ден. Австралійський дріфтер і колишній член екіпажу Лорка Ден першим запропонував Лорку, як наднова може бути джерелом іліріона. На жаль, на початку роману нещасний випадок під час першої місії зашкодив його почуттям і, ймовірно, здоровому глузду. Незабаром він вбиває себе, і більшість його появ відбуваються у спогадах.

## Всесвіт
Дія «Нови» відбувається у науково-фантастичному всесвіті з високими технологіями, включаючи міжзоряні подорожі та широкомасштабне використання адаптацій кіборгів. Більшість людей використовують внутрішньовенні крапельниці від їжі, а не від прийому їжі:200 і хвороба вважається неможливою.:136 Роман є застарілим видом мистецтва, на зміну якому прийшла «психорама». :27,156–7
Однак, на відміну від технологічної основи, читання таро вважається науковим і точним. Дійсно, Маус висміюється як старомодний за його скептицизм щодо цього. У четвертому розділі Тайя дає Лорку найдетальніше читання Таро в романі.:112–121 У дитинстві він також читав таро, згадуючи про смерть у його родині, приблизно за місяць до того, як його дядька, міністра Моргана, було вбито.:114 Пізніше Сіана змушує Лорка витягнути картку, перш ніж вона вкаже йому місцезнаходження нової зірки.:160
Політично галактика поділена між трьома фракціями: Драко, заснований на Землі, і найдавніша територія, яку було колонізовано; молодша Федерація Плеяд; і ще новіші Зовнішні колонії, де видобувають іліріон. У третьому розділі батько Лорка пояснює ці регіони з точки зору соціального розподілу. Драко в основному контролюється корпораціями та урядами, розташованими на Землі. Пізніше Плеяди заселили «малі підприємства… кооперативні групи; навіть приватні громадяни… рух порівняно середнього класу». Прапрадід Лорка атакував кораблі з Драко, включно з тими, що належали Ред-шіфт, намагаючись вийти на Плеяди, допомагаючи забезпечити їх незалежність. За кілька поколінь до початку роману було виявлено, що планети, розташовані набагато далі від Галактичного центру, володіють іліріоном, і корпорації в Драко і Плеядах субсидували людей «з найнижчих прошарків населення», щоб вони туди переїхали.:89–94
Економічна напруженість породила ворожнечу між родиною Фон Рей із «новими грошима» та родиною Ред із «старими грошима», обидві мають велику частку в міжгалактичному транспорті. Незадовго до подій роману (ще за життя батька Лорка) регіон Плеяди отримав політичну автономію від Драко і тепер є незалежною федерацією. Під час дії роману громадяни Зовнішніх колоній також починають підтримувати ідею незалежності.

### Техніка і наука
Іліріон — вигаданий надважкий елемент з атомною вагою понад 300, який пояснюється як частина гіпотетичного острова стабільності. Це потужне джерело енергії; кілька грамів забезпечують достатньо енергії для зорельота. За оцінками Катіна, видобуто 8-9 тис. кг.:29–30
Майже всі персонажі книги — кіборги, оснащені чотирма роз'ємами (на спині, на шиї та на обох зап'ястях), які дозволяють користувачеві підключатися безпосередньо до комп'ютера.:39 Їх можна використовувати для керування зоряними кораблями або менш складними машинами; у початковій сцені один персонаж використовує його, щоб керувати «підмітальною машиною», щоб мити підлогу.:6 Людей, які використовують ці розетки, називають «кіборгами».
Розетки базуються на ідеях філософа та психолога ХХІІІ століття Ештона Кларка та мають на меті протидіяти відчуженню, викликаному розривом між роботою та життям. Коли були винайдені вилки та розетки, робота виконувалася безпосередньо людьми, зменшуючи психічні захворювання та унеможливлюючи війну.:217–219

### Майбутня історія
ХХ століття є ключовим періодом у історії «Нова». Циана, куратор Музею Алкану, стверджує, що майже чверть його галерей присвячена цьому періоду. Вона виправдовує це тим, що це охоплює найбільшу зміну фундаментальної ситуації людства: «На початку того дивовижного століття людство складалося з багатьох суспільств, які жили в одному світі; наприкінці воно було в основному тим, чим ми є зараз: інформаційно об'єднаним світом. суспільства, яке жило в кількох світах».:156
Персонажі часто згадують культуру ХХ століття. На вечірці принца в Парижі група артистів виконує пісню The Mamas & the Papas.:76 Катін робить ненавмисне зауваження, вказуючи, що все ще існує гра Монополія,:120 і згадує Бертрана Рассела та Сюзанну Лангер як діячів Відродження.:28
У романі неодноразово згадується історична республіка Вега, яка намагалася відокремитися від Драко у 2800 році. Катін заявляє, що вони намагалися створити оригінальне мистецтво, і називає їх «останньою стійкою для культурної автономії». Однак відокремлення не вдалось, і веганське мистецтво та архітектура були поглинені ширшою культурою в тому, що він називає «салонною грою».:102

## Теми

### Інтертекстуальність
«Нова» має ряд спільних мотивів із пізнішими роботами Ділейні; наприклад, Маус, скалічений художник, який носить один черевик, як і Малюк у пізнішому Далгрені, є «класичним головним героєм Ділейні» за зразком Жана Жене та Франсуа Війона та попередником Малюка в «Далгрені». Серед інших мотивів — Катін, інтелектуал і письменник, який намагається записувати події навколо нього; близнюки Лінчеос та Ідас, один чорношкірий, інший — альбінос; Ден, босий безхатченко з мотузкою, що тримає його штани.
Роман також порівнюють із морськими історіями, коли Ден згадує сліпого пірата П'ю в «Острові скарбів» і Лорка фон Рея, капітана «Летючого голландця», і описує його як «Мобі Діка на стробоскопічному шоу». Назва попереднього корабля Лорка, «Калібан», є посиланням на персонажа Калібана з п'єси Вільяма Шекспіра «Буря».
«Нова» також відноситься до інших космічних опер. Планета названа «Трантор» на честь трилогії «Фонд» Айзека Азімова, а ім'я Ештон Кларк натякає на письменника Кларка Ештона Сміта. Рубі Ред має отруєний зуб, нагадуючи «Дюну» Френка Герберта. Здатність Принца видавлювати пісок у скляні та кварцові уламки дуже схожа на силу багатьох супергероїв (зокрема Супермена), а ідею аристократичних сімей, що ворогують у космосі, можна знайти в численних інших космічних операх. Персонаж Катін частково написаний так, щоб нагадувати класичного «зануду» в науково-фантастичній літературі — персонажа, який постійно читає лекції та пояснює, щоб описати всесвіт книги. Однак у «Новій» Катін постійно висміюють за виконання цієї ролі, а іноді її використовують для комічного полегшення.
Проте, незважаючи на те, що «Нова» є повнокровною космічною оперою, вона також є протилежністю ідеології експансії та колонізації космосу. Це твір постколоніальної наукової фантастики, який використовує традиції та умовності жанру, щоб відкрити простір для уявлення про альтернативу.

### Міф
«Нова» також активно використовує міф. Авторська примітка на початку книги висловлює подяку Гелен Адам і Расселу Фітцджеральду за допомогу в дослідженні Грааля та Таро. Рецензенти та вчені порівнюють його з історією про Прометея та Святий Грааль. Однак відповідності не є прямо один-до-одного, а набагато заплутаніші; персонажі не є замаскованими героями та лиходіями, а використовуються для надання резонансу тексту. Джо Волтон припустив, що ця історія — це те, що було передбачено міфом, або що до історії Лорка фон Рея були приєднані інші історії.
Наприклад, Лорка фон Рея порівнюють із Прометеєм. Ідас і Лінцей мають спільні імена з двома аргонавтами, братами Ідасом і Лінцеєм з Мессени. Наприкінці розповіді Катін відзначає «архетипні шаблони» оповідання.:241

### Таро
Велика частина історії обертається навколо читання таро, яке Тайя дає Лорку на початку другої місії, у якій вона досить успішно передбачає ставки та результат. Наприклад, з'являється Вежа, яка вказує на те, що могутня родина (ймовірно, Реди або Фон Рейси) впаде, а велика кількість пентаклів вказує на багатство. Принц і Рубі представлені Королем Мечів і Королевою Мечів відповідно. Однак у зчитуванні виникає аномалія, коли Тайї кидає Сонце — яке Лорк вважав новою — і Майс кладе його в кишеню, таким чином унеможливлюючи читання Тайї включити цю картку.
Менші читання Таро доповнюють решту роману. Будучи маленькою дитиною, Лорк отримує показання, яке вказує на смерть у його родині: протягом місяця його дядька Моргана вбивають. Так само тітка Лорка, Сіана (вдова Моргана), пропонує Лорку вибрати одну карту таро для інсайту: це перевернутий «Повішений», що вказує на те, що Лорк досягне успіху у своєму квесті, але за дуже високу ціну.
Таро, що використовується в «Новій», є модифікованою колодою Райдера–Вейта. Лорк найбільше пов'язаний з Таро; він не бажає або не може розпочати свій квест без читання Тайї, що свідчить про те, що карти можуть задовольнити людські потреби, які технологія не в змозі задовольнити. Однак Маус також виграє від його використання, оскільки це допомагає йому згадати, як його мати використовувала їх, щоб допомогти своїм людям. Наприкінці роману він просить Тайю прочитати.

### Мистецтво
Двоє художників у «Новій» представляють різні види мистецтва: чуттєва гра Мауса є спонтанною та інстинктивною, а з іншого боку, роман Катін ретельно продуманий, але не розпочатий. Однак, розмовляючи з Маусом, Катін прирівнює написання свого роману до гри в чуттєвий сиринкс. Обидва створюють сенсорний досвід, який потім викликає спогади, думки та емоції, пов'язані з цими відчуттями. Глибшу подібність висвітлює зауваження Катіна про те, що романи стосуються перш за все стосунків, а застарілість форми означає, що люди в середовищі «Нової» як правило, самотні. Однак мистецтво може змусити людей задуматися про ці стосунки, наприклад, коли Маус відчуває гру Лео і думає про його батьків, аналізуючи різницю в його стосунках з ними.
Катін, початківець романіст, часто записує нотатки про те, яким має бути його роман. Визначення роману — одна з тем «Нової»; сучасні твори Ділейні, присвячені естетичним проблемам, включають концентрацію Empire Star на точці зору та акцент Дхалгрена на зв'язку між творчістю та критикою. Рецензія Джудіт Мерріл заходить так далеко, що називає «Нову» «експериментальним підходом до літературної критики». Наприкінці роману стає зрозуміло, що роман, який напише Катін, — це сама «Нова».
Ще один образ художнього твору в «Новій» — це відмінність між Катіном і Лорком фон Реєм наприкінці роману, після того як вони обидва пережили наднову. Лорк дивиться в серце нової зорі, і його почуття перевантажені; однак Катін, який подивився на це після того, як Рок покинув ядро, надихнувся створювати мистецтво, організовуючи свій досвід за допомогою контрольованих естетичних технік.

### Гонка
Ділейні постійно створював темношкірих персонажів для заповнення своєї наукової фантастики, а раса є очевидною та важливою для «Нової». Головний герой, Лорк, є змішаної раси; його батько має норвезьке походження, а мати, яка народилася на Землі, — сенегалка. Це завадило серіалізації роману в Analog перед публікацією. Маус — ром (у тексті згадується як «циган»); його справжнє ім'я Понтіхос Провечі.
Мешканці Федерації Плеяд (і Зовнішніх колоній) загалом є надзвичайно змішаним расовим населенням. Крім зовнішнього вигляду, персонажі з Плеяд іноді мають імена, які вказують на змішану расову спадщину. Наприклад, друг Лорка Йоргос Сацумі:184 має явно японське прізвище, але ім'я однозначно грецьке.
Це різко контрастує з орієнтованим на Землі суспільством Драко, і сім'ю Редів постійно називають білою. Люди з Землі також, як правило, мають традиційні «англо-саксонські» імена. Наприклад, повне ім'я Брайана — Браян Ентоні Сандерс. Крім того, за словами Мауса, Земля все ще має проблеми з расизмом; він згадує, як бачив лінчування циган, коли він був молодшим.
Екіпаж Рока змішаний в обох термінах ХХ століття — Лорк, Ідас і Лінсеос мають африканське походження; Себастьян — білявий азієць (в тексті його називають «східняком»); Маус є ромом — і в своєму власному середовищі, з точки зору походження та економічного класу. Ідас і Лінсеос походять із Зовнішніх колоній, Катін і Маус — з Драко, а Тайя, Себастьян і Лорк — із Плеяд. Лорка, який знаходиться в центрі роману, приваблює Рубі, що розлютило Принца та знову розпалило їхню ворожнечу, навіть якщо його темнота є другорядною щодо його особистості як фон Рея. Хоча раса в світі «Нової» буває іншою, вона все одно має значення. Однак Лорк здатний боротися з Редами на рівних, і врешті-решт доля галактики повертається до здібностей темношкірого.

### Політика
Політичний лад «Нової» розпливчастий, але чітко визначений як імперія:26 і це залежить від видобутку корисних копалин іліріону в периферійних зовнішніх колоніях. Назва планети, де працювали Лінсеос і Ідас, Табмен, є прямим натяком на американську аболіціоністку Гаррієт Табмен. Таким чином колоніальна історія відображається на галактичному оточенні. Сім'я Редів символізує продовження колоніалізму та імперії; але через перемогу Лорка шахтарські колонії будуть закриті, а робітники звільнені.

### Людина і машина
Опис роботи до вилок і розеток Ештона Кларка і Соке нагадує відчужену, дегуманну працю, описану в Економічних і філософських рукописах Карла Маркса 1844 року. Однак робота з розетками пов'язує працю з життям, дозволяючи працювати невідчужено. Це нагадує ідею Майкла Гардта та Антоніо Негрі про «живу працю», яка руйнує відчуження капіталізму та створює йому альтернативу, водночас утверджуючи робітника, а не продукт.
Хоча Ділейні розглядає технологію як конструктивну і руйнівну силу, він також вважає, що вона має обмеження; це не єдиний фактор, що визначає культуру чи особистість. Для успіху Лорка необхідна співпраця або співтовариство, оскільки вся різноманітна команда має працювати разом, щоб досягти успіху. І незважаючи на гуманізуючий ефект роботи в розетках, свобода від відчуження, яку вона забезпечує, має межі. Таро та забобони, такі як Маус, що плює в річку, є життєво важливою психологічною опорою. Тим часом вилки й розетки не можуть вирішити проблеми Принца, і він залишається егоїстичним, поблажливим і кровозмішним вбивцею, який переслідує свою економічну монополію.

## Стиль
Ділейні використовує обережний прозовий стиль, щоб представити свою роботу як чуттєво, так і метафорично. Він використовує мову, щоб диференціювати персонажів; наприклад, люди з Плеяд говорять дієсловами в кінці речень, а Лінкеос та Ідас починають і закінчують речення один одного. Те саме стосується точки зору; Через різне виховання Катін, Маус та Лорк мають різні погляди на вбивство політика Моргана. Крім того, кожна сторінка в книзі містить заголовок, який містить рік і місце події (наприклад, «Драко, Земля, Париж, 3162»). Це корисно через спогади під час довгої подорожі навколо галактики.
Прозовий стиль роману був названий «поетичним», де кожна метафора служила ширшому плану. Прикладом цього є сенсорний сиринкс. Назва натякає на сопілки грецького бога Пана; крім того, на початку роману Маус називає це своєю «сокирою».:25 Це і зброя, і сленговий термін для гітари, що відповідає обом функціям, які вона виконує в романі. Крім того, він символізує писемність і викликає критську лабрису, маючи на увазі лабіринт. Цей алюзивний стиль був описаний як спосіб подолання лінійності прози та збагачення тексту за допомогою використання textus, або мережі значень, у якій Ділейні вважає будь-який текст.
Іншим прикладом цього є саме слово nova; буквально це позначає наднову, але це також множина від novum, що латиною означає «нова річ», термін, який можна використовувати для позначення науково-фантастичних винаходів. Лорк описує нову як місце, де порушуються всі закони, людські та природні, на що Маус відповідає, що подорож буде «справжньо змінною».:24 Як видно з назви, це центральна метафора роману: руйнівна імплозія/вибух цілого сонця, який руйнує більшу частину сонячної системи та створює нові елементи.

## Історія видання
Очікуючи на публікацію в Doubleday, Nova була передана редактору Analog Джону Вуду Кемпбеллу для потенційної серіалізації. Кемпбелл відмовився від роману, сказавши в телефонній розмові з агентом Ділейні, що хоча книга йому сподобалася, він не відчував, що читачі його журналу «зможуть сприйняти темношкірого головного героя».
Однак через те, що не було серіалізації в журналі, у перші шість місяців роман не отримав початкового широкого ознайомлення з читачами, що могло б допомогти йому отримати премію Г'юго.
14-й і останній друк роману Bantam Books вийшов у 1990 році. Після цього він був роздрукований до 2001 року, коли Ґолланч перевидав його як частину своєї лінії SF Masterworks. У 2002 році Vintage опублікував нове видання з деякими текстовими змінами. Бібліотека Америки включила його до своєї антології «Американська наукова фантастика: Чотири класичні романи 1968—1969» 2019 року, а у 2022 році Centipede Press опублікувала обмежене видання у твердій обкладинці, включно з картами Таро, розробленими Расселом Фіцджеральдом, який створив оригінальну обкладинку.

### Текстові зміни
В оригінальному романі член екіпажу Лорка Браян зникає без пояснення після однієї глави. У пізніших виданнях Принц надсилає Лорку повідомлення, коли той відвідує музей Алкану, описуючи, як, не більше провокуючи, ніж необережний коментар Браяна щодо руки Принца, він використав своє багатство та владу, щоб систематично руйнувати життя Браяна, поки той не став бездомним і помер від опромінення. Принц стверджує, що він убив близько двох десятків інших людей у подібний спосіб і з подібних причин.
Цей уривок суттєво змінює характеристику Принца. У першому виданні найгірше, що можна було сказати про Принца, це те, що він був «розпещений» і мав буйний характер. Новий матеріал перетворює його на безжалісного вбивцю та додає моральний компонент до пошуків Лорка, якого не було в попередніх версіях.
Однак наведений вище уривок є як в оригінальному машинописі «Нової», так і в рукописній версії роману Ділейні в його записниках 1967 року. Це в документах Семюеля Ділейні в Бібліотеці рідкісних книг і рукописів Бейнеке, що є частиною Бібліотеки Єльського університету. Ділейні пропустив його, коли друг, який читав рукопис, визнав цей розділ занадто екстремальним. Однак, коли рецензія Альгіса Будріса поскаржилася на відсутність Брайана, Ділейні вирішив відновити послання Принца в романі, щоб читачі знали, що сталося з Брайаном. Це було присутнє у виданнях, надрукованих для книжкових клубів кількома місяцями пізніше.
Крім того, у першому випуску «Нової» незрозуміло, чи живі батьки Лорка на момент закінчення роману. Коли Лорк починає свій пошук, його мати вже помирає від дегенеративного розладу, але в кінці він не згадує про них і не намагається з ними зв'язатися. Однак в іншому (набагато коротшому) уривку, доданому у видання Vintage Books, пов'язаному з вищесказаним, Лорк має спогади, які вказують на те, що обидва його батьки та Аарон Ред померли протягом останніх десяти років. Цього немає ні в оригінальному машинописі, ні у версії зошита, і це справжнє доповнення.

## Рецепція
Альгіс Будріс написав рецензію на роман у журналі Galaxy Magazine, заявивши про це так:
"Семюел Ділейні, саме зараз, на момент написання цієї книги "Нова", а не якоїсь майбутньої книги чи якогось накопиченого доробку, є найкращим письменником-фантастом у світі, і це в той час, коли конкуренція за цей статус дуже гостра. Я не розумію, як письменник може зробити більше, ніж розривати вам серце, пояснюючи, як це працює. Жоден письменник не може."
Він похвалив «Нову» як «дуже цікаву для читання» та високо оцінив інтеграцію Ділейні своєї соціально-політичної екстраполяції у свою історію, його довершену характеристику та його «віртуозність» у представленні «класично поставленої наукової головоломки» роману.
Однак рецензія Джудіт Мерріл у Журналі фентезі та наукової фантастики була неоднозначною. Вона відзначила різноманітність читань, які він дозволив, і досвід, який він детально описав:
"Ось (принаймні деякі з) способів, якими ви можете прочитати "Нову": як гостросюжетну далеку міжзоряну пригоду; як архетипну містичну/міфічну алегорію (в якій Таро і Грааль посідають чільне місце); як сучасний міф, розказаний в ідіоматиці наукової фантастики... Читач спостерігає, згадує або бере участь у низці особистих людських переживань, включаючи сильний біль і каліцтво, сенсорну депривацію і перевантаження, спілкування людини з машиною, досвід наркотиків, творчий досвід - і міжособистісні стосунки, які включають інцест і вбивство, стосунки батька і сина, лідера і послідовника, людини і тварини, і багато іншого."
Проте вона описала це як «скоріше захоплюючу вправу, ніж досягнення, яке задовольняє», і таку, де «дещо не вистачає». Kirkus Reviews сказав, що, хоча Ділейні мав «розгалужену уяву», читач міг бути приголомшеним. Рецензія М. Джона Гаррісона в журналі «Нова хвиля» «Нові світи» назвала книгу «марною тратою часу та таланту», хоча й визнавала майстерність та енергію, з якою вона була написана.
Невдовзі «Нову» почали регулярно називати «ідеальним науково-фантастичним романом». Він був номінований на премію Г'юго як найкращий роман у 1969 році. У 1984 році Девід Прінґл вніс його до списку 100 найкращих науково-фантастичних романів, написаних з 1949 року.
Джо Волтон написала статті про «Нову» на Tor.com у 2009 та 2010 роках, описуючи її як «одну з найкращих ранніх робіт Ділейні» та відзначаючи, що вона добре постаріла та стала «сучасною». Вона назвала це місце «повністю реалізованим і калейдоскопічним майбутнім» із «напрочуд цікавою економікою». Однак вона вважала, що жіночих образів мало і вони погано розроблені. Алан Браун також рецензував роман для Tor.com, висловивши думку, що це «класика жанру» з кількома очевидними анахронізмами.

## Вплив
«Нова» вважається одним із головних попередників руху кіберпанк.:208, 216, 264, 331 Це прообраз, наприклад, основного мотиву кіберпанку про взаємодію людей із комп'ютерами через імпланти; однак у «Новій» вони використовуються не для входу в кіберпростір, а для керування фізичною технікою.
Вільям Ґібсон сказав, що на нього вплинув Ділейні:279 і «Нова» була описана як стилістичний міст між «Зірки — мета моя» Альфреда Бестера та «Нейромантом» Ґібсона.:20 «Нейромант» містить натяки на «Нову». Персонаж Пітер Рів'єра нагадує Мауса тим, що він також має здібності до голографічної проекції (хоча через імпланти) і представлений у Стамбулі; але на відміну від персонажа Ділейні, він психопат. Так само Ґібсон включає персонажа, який незграбно носить лише одне взуття; цей персонаж, Ешпул, божевільний вбивця.

## Адаптація
У 2023 році повідомлялося, що Ніл Ґейман адаптує роман для серіалу Amazon Prime Video.